# Иванов, Владимир Романович
Влади́мир Рома́нович Ивано́в (8 февраля 1936, Красноярский край — 21 августа 2021) — советский боксёр, представитель минимальной весовой категории. Выступал на всесоюзном уровне в конце 1960-х — начале 1970-х годов, двукратный чемпион СССР, семикратный чемпион РСФСР, победитель и призёр турниров международного значения, участник летних Олимпийских игр в Мюнхене. На соревнованиях представлял город Волгоград и спортивное общество «Труд», мастер спорта СССР международного класса.

## Биография
Владимир Иванов родился 8 февраля 1936 года в небольшом посёлке Красноярского края (в других источниках в качестве мест его рождения указаны Гомель и Волгоград). Активно заниматься боксом начал сравнительно поздно в возрасте 16 лет. В 1957 году работал на строительстве Волжской ГЭС, впоследствии переехал на постоянное жительство в Волгоград. Занимался боксом в волгоградском добровольном спортивном обществе «Труд», проходил подготовку под руководством заслуженного тренера РСФСР Ильи Ивановича Карпова.
Первого серьёзного успеха на всесоюзном уровне добился в сезоне 1968 года, когда выступил на чемпионате СССР в Ленинакане и в зачёте минимальной весовой категории одолел всех своих соперников. Рассматривался в числе основных кандидатов на участие в летних Олимпийских играх в Мехико, но в конкурентной борьбе уступил Виктору Запорожцу, который стал первым номером сборной и поехал на Олимпиаду.
В 1969 году одержал победу на командном чемпионате СССР и получил золото на международном турнире в Ленинграде. На чемпионате СССР 1970 года в Каунасе стал бронзовым призёром, проиграв на стадии полуфиналов представителю Саратова Анатолию Семёнову. Год спустя на аналогичных соревнованиях в Казани попасть в число призёров не смог — был остановлен в четвертьфинале Владимиром Индюковым.
В 1972 году Владимир Иванов занял первое место на чемпионате СССР в Москве и благодаря череде удачных выступлений удостоился права защищать честь страны на Олимпийских играх в Мюнхене — на тот момент ему было уже 36 лет, и он являлся самым возрастным боксёром этой Олимпиады. Иванов благополучно прошёл первых двоих соперников, но в третьем четвертьфинальном бою встретился с двукратным чемпионом Европы венгром Дьёрдем Гедо и потерпел поражение спорным судейским решением со счётом 2:3. Советская делегация подавала протест на решение судей, однако результат боя был оставлен без изменения, а Гедо в итоге стал олимпийским чемпионом.
После мюнхенской Олимпиады Владимир Иванов продолжил активно выходить на ринг, в 1973 году одержал победу на международном турнире в Минске, на чемпионате СССР 1974 года в Ижевске был остановлен в четвертьфинале динамовцем Суреном Дуряном.
За выдающиеся спортивные достижения удостоен почётного звания «Мастер спорта СССР международного класса».
Окончил Волгоградский государственный институт физической культуры, где обучался на кафедре теории и методики бокса и тяжёлой атлетики. Работал тренером по боксу.